# Élection du maire de l'Ouest-de-l'Angleterre de 2017
Pour un article plus général, voir Élections locales britanniques de 2017.
L’élection du maire de l’Ouest-de-l’Angleterre de 2017 a lieu le 4 mai 2017.

## Résultats
| Parti               | Candidat         | 1er tour | %    | 2e tour | %    | Total  | %    |
| ------------------- | ---------------- | -------- | ---- | ------- | ---- | ------ | ---- |
| Parti conservateur  | Tim Bowles       | 53 796   | 27,3 | 16 504  | 42,5 | 70 300 | 51,6 |
| Parti travailliste  | Lesley Mansell   | 43 627   | 22,2 | 22 296  | 57,5 | 65 923 | 48,4 |
| Libéraux-démocrates | Stephen Williams | 39 794   | 20,2 |         |      |        |      |
| Indépendant         | John Savage      | 29 500   | 15,0 |         |      |        |      |
| Parti vert          | Darren Hall      | 22 054   | 11,2 |         |      |        |      |
| UKIP                | Aaron Foot       | 8 182    | 4,2  |         |      |        |      |